# Константиновка (Новомиргородская городская община)
Константиновка (укр. Костянтинівка) — село в Новомиргородской городской общине Новоукраинского района Кировоградской области Украины.
До 2020 года входило в Новомиргородский район
Население по переписи 2001 года составляло 892 человека. Почтовый индекс — 26000. Телефонный код — 5256. Код КОАТУУ — 3523883401.